# Re d'armi

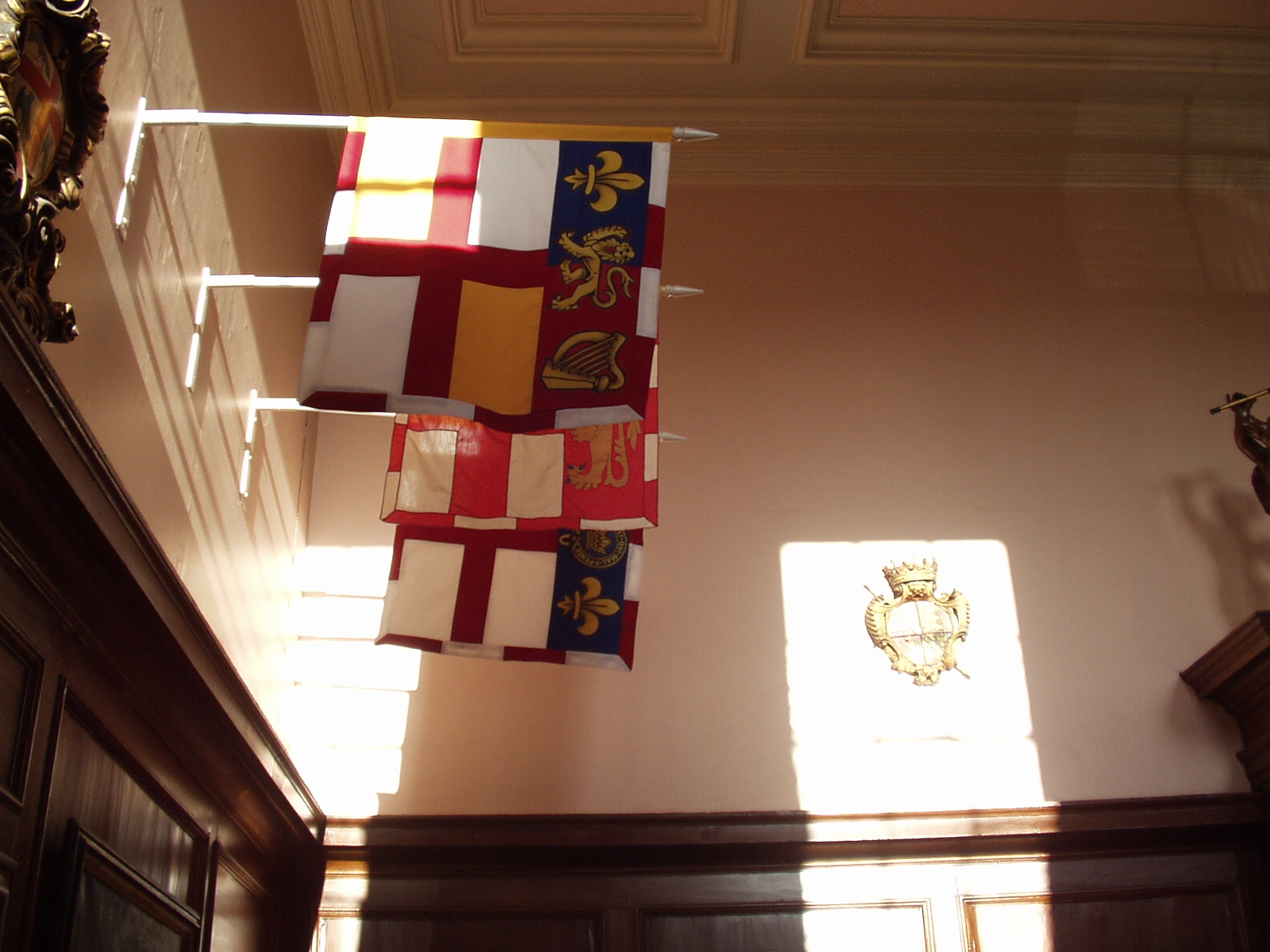
Stendardi con gli stemmi degli attuali tre re d'armi d'Inghilterra: Garter, Clarenceux e Norroy and Ulster

Il re d'armi, grado principale tra quelli degli ufficiali d'armi, era il capo degli araldi ed aveva il compito di custodire gli stemmi concessi, apportando le modifiche o aggiunte che derivavano da nuove concessioni o da alleanze matrimoniali. A tal fine provvedeva anche a registrare e correggere gli alberi genealogici delle famiglie. In molte tradizioni araldiche solo un re d'armi ha l'autorità di concedere insegne araldiche. In altre tradizioni tale potere è delegato ad altri ufficiali di rango paragonabile.

## Compiti araldici

Corona di re d'armi britannico

In Inghilterra, l'autorità di concedere uno stemma è soggetta all'approvazione dell'Earl Marshal sotto forma di warrant. In altre giurisdizioni, come la Repubblica d'Irlanda, l'autorità è delegata ad un capo araldo che svolge gli stessi compiti di un re d'armi tradizionale. Anche il Canada ha un capo araldo che concede le insegne con l'autorità delegata dal Governatore generale, rappresentante della Regina. In Spagna il potere di certificare gli stemmi è data ai Cronisti d'armi.
In Inghilterra e Scozia i re d'armi sono i soli ufficiali d'armi che hanno una corona distintiva del loro ufficio, che viene usata per scopi cerimoniali come le incoronazioni reali. All'incoronazione della Regina Elisabetta II, i re d'armi usarono delle corone ornate con sedici foglie d'acanto, con incise le parole Miserere mei Deus secundum magnum misericordiam tuam (Abbi pietà di me, Dio, secondo la tua grande misericordia).
Nelle rappresentazioni pittoriche di questa corona sono visibili solo nove foglie e le prime tre parole. Recentemente per il Lord Lyon è stata realizzata una nuova corona modellata sulla corona reale scozzese che fa parte delle insegne scozzesi (la corona, lo scettro e la spada di stato). Anche questa corona sarà portata nelle incoronazioni.

## Attuali re d'armi britannici

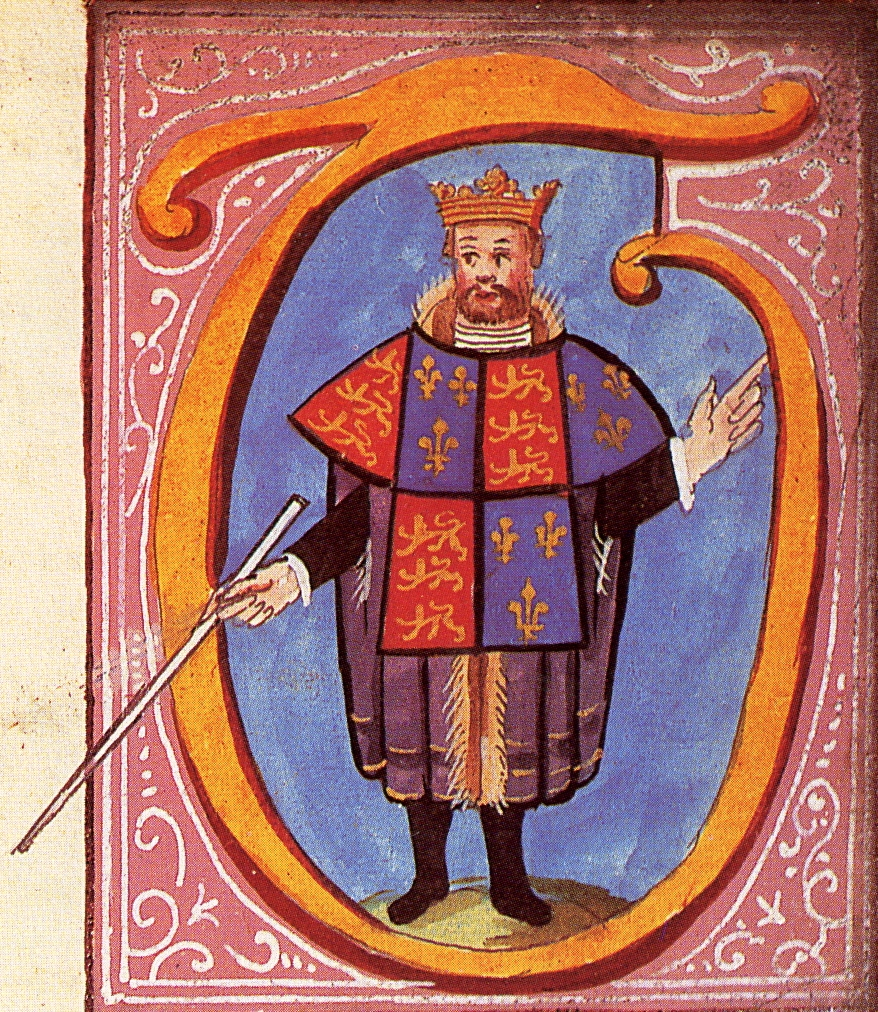
Thomas Hawley, re d'armi Clarenceux

### Re d'armi inglesi
- Re d'armi della Giarrettiera
- Re d'armi di Clarencieux
- Re d'armi di Norroy e Ulster

Garter
Clarencieux
Norroy e Ulster

### Re d'armi scozzesi
- Lord leone, re d'arme

## Araldi dei capi di Stato
- Capo Araldo del Canada
- Capo Araldo d'Irlanda
- Araldo di stato del Sud Africa

## Cronisti d'armi
- Cronista re d'armi di Spagna (attualmente vacante)
- Cronista d'armi di Castiglia e León